# タイ銀行
タイ銀行（タイぎんこう、タイ語: ธนาคารแห่งประเทศไทย、英称：Bank of Thailand）は、タイ王国の中央銀行である。1942年4月28日にタイ銀行法が制定され、同年12月10日に創設された。現在はバンコクに本部を置き、総裁はセタプット・スティワートナルプット（2020年10月1日就任）である。

## 総裁
1. Pangeran H.H. Vivadhanajaya（1942年11月27日―1946年10月16日）
2. Serm Vinicchayakul（1946年10月16日―1947年11月24日）
3. Leng Srisomwongse（1947年11月25日―1948年9月2日）
4. Pangeran Vivadhanajaya（1948年9月3日―1948年12月2日）
5. Leng Srisomwongse（1948年12月3日―1949年8月3日）
6. Dej Snidvongs（1949年8月4日―1952年2月29日）
7. Serm Vinicchayakul（1952年3月1日―1955年7月24日）
8. Kasem Sriphayak（1955年7月25日―1958年7月23日）
9. Jote Guna-Kasem（1958年7月24日―1959年5月3日）
10. Puey Ungphakorn（1959年6月11日―1971年8月15日）
11. Bisudhi Nimmanhaemin（1971年8月16日―1975年5月23日）
12. Snoh Unakul（1975年5月24日―1979年10月31日）
13. Nukul Prachuabmoh（1979年11月1日―1984年9月13日）
14. Kamchorn Sathirakul（1984年9月14日―1990年3月5日）
15. Chavalit Thanachanan（1990年3月6日―1990年9月30日）
16. Vijit Supinit（1990年10月1日―1996年7月1日）
17. Rerngchai Marakanond（1996年7月13日―1997年7月28日）
18. Chaiyawat Wibulswasdi（1997年7月31日―1998年5月4日）
19. Chatu Mongol Sonakul（1998年5月7日―2001年5月30日）
20. プリディヤトーン・テワクン（2001年5月31日―2006年10月6日）
21. タリサ・ワタナゲス（2006年11月8日―2010年9月30日）
22. プラサーン・トライラットウォラクン（2010年10月1日―2015年9月30日）
23. ウィーラタイ・サンティプラポップ（2015年10月1日―2020年9月30日）
24. セタプット・スティワートナルプット（2020年10月1日─）

## 機能
- 貨幣政策（タイ・バーツの発行など）
- 通貨信用制度の制定と実施
- 銀行の銀行
- 政府の銀行
- 緊急経済制度の運営、実施
- 外貨保有財産の運営、管理
- 銀行監査
- 経済調査及び統計作成